# Le Ciazze
Le Ciazze è una montagna dell'Appennino Ligure (nel Massiccio Savonese) che raggiunge i 739 m s.l.m.

## Toponimo
Il termine Ciazza deriva dal latino platea e si applica a zone di scarsa pendenza e prive di vegetazione arborea. Il plurale Ciazze ha la stessa derivazione, ma si riferisce piuttosto a quegli spiazzi artificiali ricavati nel bosco dove in passato venivano allestite le carbonaie.

## Storia
Sulla montagna sono stati rinvenuti resti della frequentazione umana risalenti al neolitico. Più che di una frequentazione stabile della zona i ritrovamenti sono stati interpretati come una testimonianza dell'utilizzo temporaneo dell'area per la caccia e la pastorizia.
Il versante settentrionale del monte ha anche restituito vari reperti dell'età del ferro, in particolare in località Praxelli. Le prime campagne di scavo datano agli Anni Quaranta del Novecento, alle quali seguirono nuove indagini circa un decennio più tardi. I ritrovamenti testimoniano la presenza di varie capanne e comprendono frammenti di manufatti litici, metallici e numerosi resti di materiali ceramici.

## Descrizione

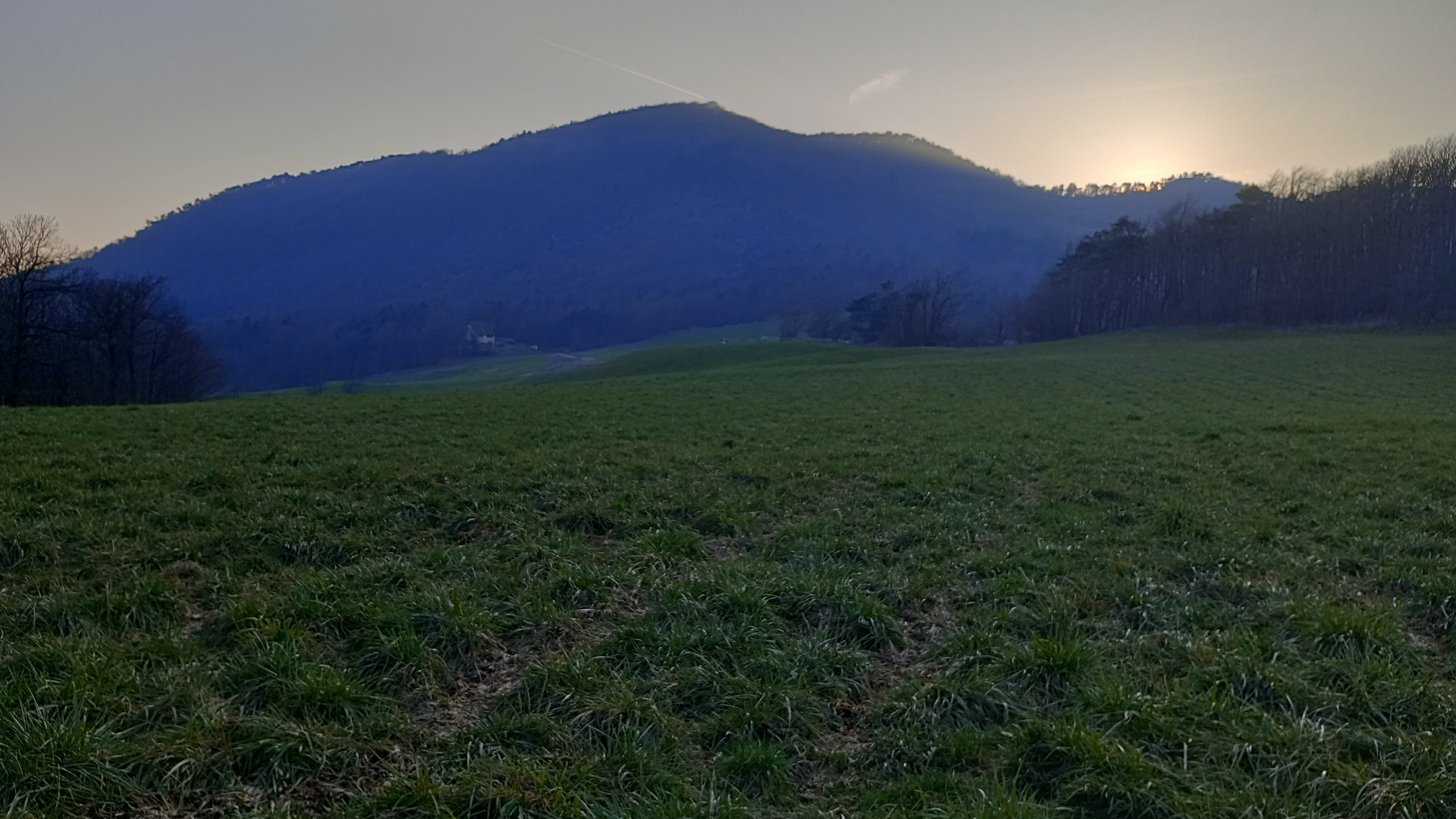
Le Ciazze al tramonto

Le Ciazze si trovano sullo spartiacque tra la valle della Stura di Ovada (a est) e quella dell'[Orba. Verso sud una sella nei pressi di Cascina Patarina la separa dal Bric Saccone (637 m), e prosegue poi in direzione dello spartiacque principale padano/ligure, mentre verso sud il crinale perde quota in direzione di Ovada e della confluenza tra l'Orba e la Stura. Si trova sul confine tra il comune di Ovada (AL, Piemonte) e quello di Rossiglione (GE, Liguria). La sua prominenza topografica è di 181 m. La montagna è ammantata da boschi di latifoglie ed è ricca di funghi.

## Accesso alla vetta

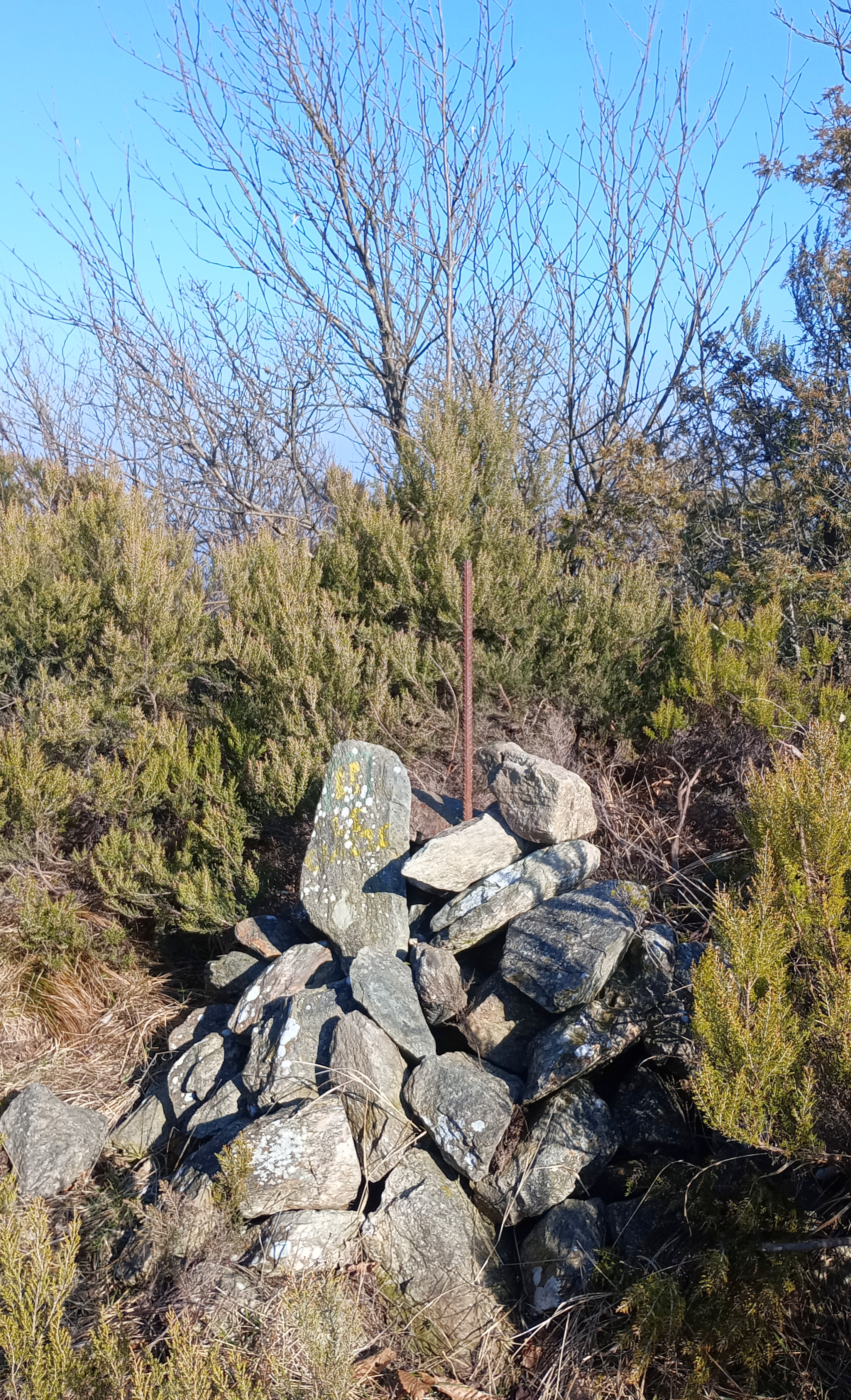
L'ometto sulla cima del monte

La salita alle Ciazze da Ovada era frequentata anche nell'Ottocento.  Oggi la cima del monte è raggiungibile a piedi seguendo un sentiero con segnavia FIE. Questo sentiero è collegato con altri itinerari pedonali che consentono di formare un percorso ad anello di un paio d'ore di cammino.